# Arrondissement di Sarrebourg
L'arrondissement di Sarrebourg era una suddivisione amministrativa francese, situata nel dipartimento della Mosella e nella regione del Grand Est.
È stato soppresso il 29 dicembre 2014 per confluire nell'arrondissement di Sarrebourg-Château-Salins.

## Composizione
L'arrondissement di Sarrebourg raggruppava 102 comuni in 5 cantoni:
- cantone di Fénétrange
- cantone di Lorquin
- cantone di Phalsbourg
- cantone di Réchicourt-le-Château
- cantone di Sarrebourg